# Saika (Misso)
Saika – wieś w Estonii, w prowincji Võru, w gminie Misso.